# Richard Brown (Kapitän)
Captain Richard Brown (* 1813 in Mystic, Connecticut; † 18. Juni 1885 in Brooklyn), genannt Dick Brown, war ein Lotse mit Kapitänspatent in den Gewässern zwischen der Halbinsel Sandy Hook (New Jersey) und New York und erreichte internationalen Ruhm durch den Gewinn des One Hundred Sovereigns Cup als Skipper der US-amerikanischen Schoneryacht America im August 1851 vor der Isle of Wight im Solent in England. Mit dem Pokalgewinn und der Neustiftung durch den New York Yacht Club (NYYC) wurde der America’s Cup begründet.
Captain Richard „Dick“ Brown kam aus einer alten Seefahrerfamilie. Als junger Bursche heuerte er in der Hummerfischerei vor der Küste Neu-Englands an. Als er erwachsen war, ging der zur US Coast Survey und arbeitete lange Zeit als Tonnenleger auf der Brigg Washington, die die Küstenregion vor New Jersey von New York bis zum Fluss Delaware bediente. Im Jahr 1848 verließ er den Staatsdienst und wurde Lotse in der Lotsenbrüderschaft Sandy Hook. Er erwarb sich schnell den Ruf eines sehr erfahrenen Kapitäns in diesen schwierigen Gewässern.
Lotsen, die die Häfen von New York und Boston bedienten, waren von einem besonderen Schlag. Sie segelten zur damaligen Zeit in kleinen Schonern zu den größeren Schiffen, die sie dann bei jeder Wetterlage sicher in den Hafen geleiteten. Captain Richard Brown war einer der Besten seiner Zunft und so war es der Konstrukteur der America, George Steers, der ihn dem New York Yacht Club als Skipper für die Regatta in Cowes vorschlug. Diese Reputation überzeugte den Commodore des NYYC und Miteigner der Yacht, John Cox Stevens, und Captain Richard Brown erhielt das Kommando über die America in der Regatta des Royal Yacht Squadron rund um die Isle of Wight.
Richard Brown leitete die Logistik der Unternehmung und trainierte die Mannschaft. Das Revier im Ärmelkanal ist aufgrund der wechselnden Strömungen und Untiefen sehr schwierig. Die Yacht America konnte unter Captain Browns Kommando die englischen Segler deutlich schlagen. Sein Einsatz machte den Unterschied zu den anderen Teilnehmern aus, sodass der Cup gewonnen wurde. George L. Schuyler, einer der Eigner der America, stellte Browns Bedeutung deutlich heraus, indem er betonte, er sei einer der besten Männer, die er in dieser Position gesehen habe. Als persönliche Erinnerung an den überwältigenden Sieg in Cowes erhielt Captain Brown ein wertvolles Fernglas.
1870 ging Captain Richard Brown auf Wunsch von James Gordon Bennett nach England, um die Yacht Dauntless in einem Rennen gegen die Cambria über den Nordatlantik nach New York zu überführen. Dies war das zweite jemals gesegelte Transatlantik-Rennen von Ost nach West mit Start Daunt Rock (Irland) und Ziel Sandy Hook Feuerschiff vor New York. Die Cambria siegte mit einem Vorsprung von 1 Std. 17 Min. vor der Dauntless, aber diese hatte zwei Stunden beigedreht gewartet, um ein Mannschaftsmitglied zu retten, das im starken Sturm über Bord gewaschen worden war.
1870 fand der erste America’s Cup vor New York statt. Der britische Herausforderer James Ashbury kämpfte mit seiner Yacht Cambria gegen eine Flotte von 14 Verteidiger-Yachten. Es siegte die US-amerikanische Yacht Magic vor der Dauntless unter dem Kommando von Captain Richard Brown und der Cambria. James Ashbury hatte im Verlauf der Wettfahrten darauf bestanden, nicht gegen eine Flotte von Yachten zu segeln, sondern Schiff gegen Schiff.
1871 segelte Richard Brown als Skipper die Yacht Dauntless im zweiten America’s Cup gegen die Herausfordereryacht (challenger) Livonia von James Ashbury.
Nach seinem Engagement als Yachtskipper nahm er wieder seinen Dienst als aktiver Lotse im Seegebiet vor Sandy Hook auf. Er starb am 18. Juni 1885 in seinem Haus in Brooklyn und wurde in Greenwood beigesetzt.

## Ehrungen
Für seine Verdienste um den America’s Cup wurde er im Jahr 1999 als Ehrenmitglied (Inductee) in die America’s Cup Hall of Fame aufgenommen.